# Medammerweide
Medammerweide is een landgoed in de plaats Elsloo in de Nederlandse provincie Limburg. Het is onderdeel van het Landgoed Kasteelpark Elsloo. Het terrein bestaat uit loofbossen en graslanden en maakt onderdeel uit van het stroomgebied van de Slakbeek. Het toponiem betekent 'weide van de madam', waarbij 'madam' van toepassing is op Dorine Verschure die het landgoed erfde van het geslacht Jurgens. Verschure had een grote affectie met het dorp Elsloo en liet het complex van weiden na aan de inwoners van het dorp. Volgens de overlevering zou het landgoed 'Medammerweide' zijn genoemd uit eerbetoon aan Dorine Verschure.
Op Medammerweide was vanaf 1967 tot en met 1992 een zwembadcomplex gevestigd. Het bestond aanvankelijk uit middels aardgas verwarmde buitenbaden, waarna de buitenbaden bij aanvang van de jaren '70 niet meer verwarmd werden en een verwarmd binnenbad werd opgericht. Gedurende het gehele bestaan van het recreatieoord was de speelweide open voor publiek. Deze bestond uit een hoge glijbaan, een Amerikaanse schommel, diverse klimrekken en zandbakken.
Naar de Medammerweide is de Medammerweidebeek vernoemd.